# Xianguangia sinica
La xianguangia (Xianguangia sinica) è un animale estinto dalle affinità incerte. I suoi resti fossili provengono dal giacimento di Chengjiang in Cina, e risalgono al Cambriano inferiore (circa 520 milioni di anni fa).

## Cnidario o ctenoforo?
La classificazione di questo animale è fonte di dibattito tra i ricercatori. Gli scopritori di Xianguangia lo ritennero uno dei più antichi appartenenti agli cnidari (anemoni di mare) e lo ricostruirono come una creatura lunga due – tre centimetri, molto simile alle forme attuali. La base striata e arrotondata del fossile sembrerebbe confermare questa ipotesi. Altri studiosi, invece, considerano questo animale uno dei primi rappresentanti degli ctenofori. Lo stile di vita di questa creatura rimane enigmatico: potrebbe essere stato un organismo natante libero, oppure un animale che si fissava alle rocce sul fondale, come gli odierni anemoni di mare.